# Hildegrin de Châlons
Le bienheureux Hildegrin Ier de Châlons (né vers 750 en Frise; † le 19 juin 827) fut le 30e évêque de Châlons-en-Champagne, et à la suite de son frère Ludger, le deuxième abbé de Werden et de Helmstedt. Il est également considéré comme le premier évêque du diocèse de Halberstadt.

## Hagiographie

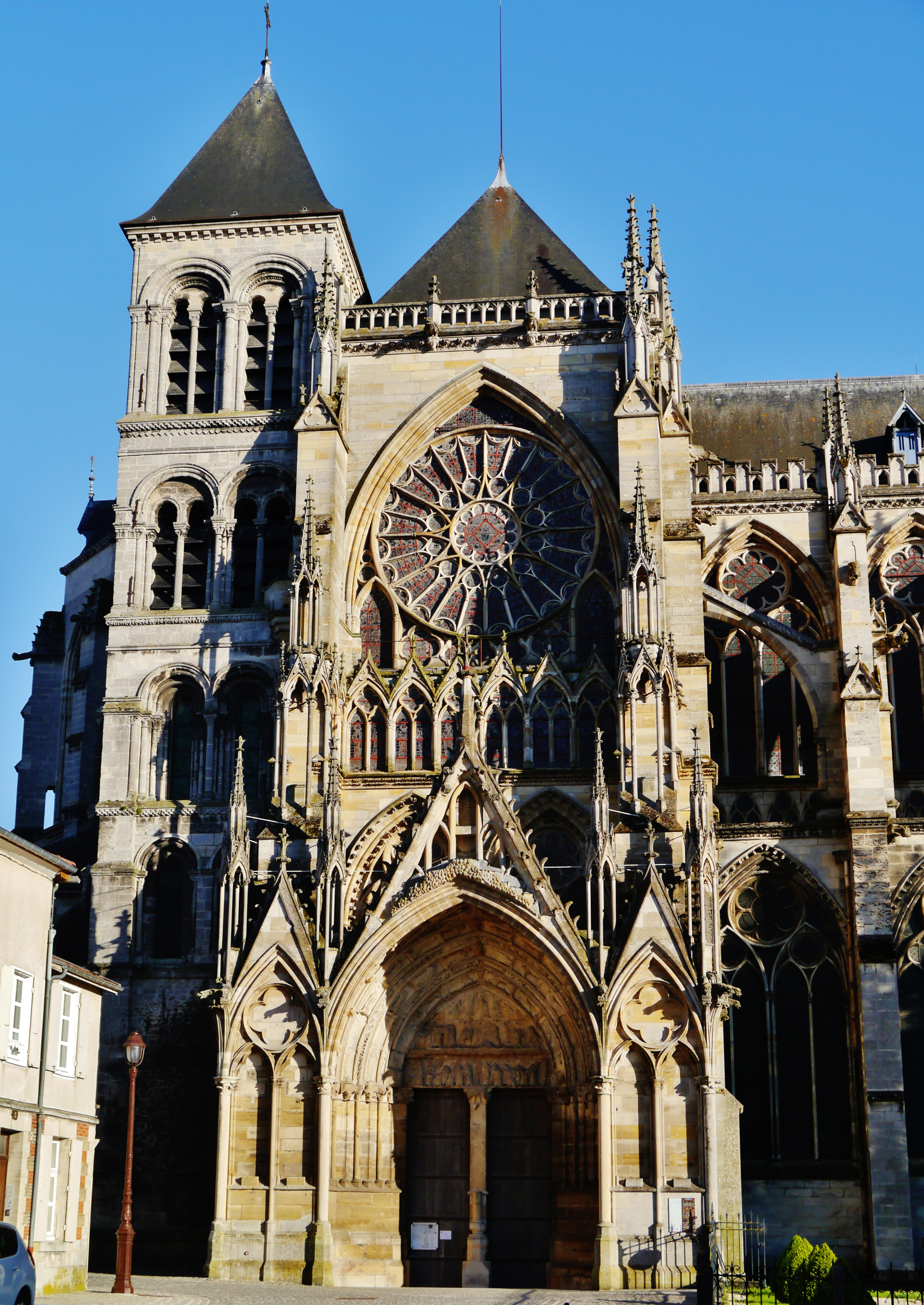
Transept nord de la cathédrale Saint-Étienne, Châlons-en-Champagne.

De famille frisonne, noble et chrétienne, les Liudgerides (de) (famille de saint Liudger), Hildegrin est formé, comme son frère, aux séminaires d'Utrecht, puis à celui de York sous la direction d'Alcuin. Il a aussi probablement séjourné à l'abbaye bénédictine du Mont-Cassin. Mentionné comme diacre en 793, il est ordonné prêtre trois ans plus tard.
Puis il est nommé évêque de Châlons-sur-Marne en 802 ou 804, et sans doute aussi amené à s'occuper d'établir le diocèse de Halberstadt dès l'année suivante. En 809, à la mort de Ludger, il devint abbé de Helmstedt et de Werden. Il cède sa place à l'évêché de Châlons à Adelelmus. 
Il consacra la chapelle qu'il avait fait édifier à Werden à saint Étienne. Au Moyen Âge, cette petite chapelle avait le statut de Basilica minor. Le choix d'Étienne comme protecteur de Châlons-sur-Marne remonte également à Hildegrin, et ce choix s'explique par le fait qu'Étienne était aussi le patron d'Osterwieck et du diocèse de Halberstadt. Le choix de ces localités, comme d'ailleurs aussi Helmstedt que Ludger a fondée et mis sous la protection d’Étienne, ou encore l’église paroissiale Saint-Étienne de Hildesheim sans doute fondée par Hildegrin, étaient autant de stations le long de l’Hellweg, route de commerce reliant la Rhénanie à la marche de Brandebourg (et coïncidant aujourd'hui en gros avec la Route fédérale 1). Hildegrin fit de son église Saint-Étienne de Halberstadt le centre des missions d'évangélisation du pays. Il devait fonder par la suite trente-cinq églises, toutes consacrées à Étienne, entre autres à Calbe et à Magdebourg. Selon ses dernières volontés, il fut inhumé aux côtés de son frère Ludger dans la crypte qu'il avait aménagée sous la chapelle de l'abbaye de Werden. Il est toujours célébré comme saint dans le Nord de la France.

## Source
- (de) Biographie sur heiligenlexikon.de